# Bellevue (dokumentarfilm)
 For alternative betydninger, se Bellevue. (Se også artikler, som begynder med Bellevue)
Bellevue er en dansk dokumentarisk optagelse fra 1935.

## Handling
Optagelser fra Bellevue Strand i Klampenborg i 1935. De unge mennesker bader, danser, leger og soler sig på stranden. Der er rigtig, rigtig mange mennesker.